# Theodamas (Indo-Grieche)
Theodamas war ein Indo-Grieche, der vielleicht im ersten Jahrhundert n. Chr. lebte. Er ist nur von einem Siegelring aus Bajaur (im Norden des heutigen Pakistan) bekannt. Seine genaue Position ist umstritten. Die Inschrift auf dem Ring ist in der Kharoshthi-Schrift verfasst und zeigt neben der kurzen Inschrift eine Figur. Die kurze Inschrift bezeichnet Theodamas als su, was wiederum als der königliche Titel Schah interpretiert wurde, ein Titel, der auch von den Kuschana-Herrschern gebraucht wurde und auch auf postum von Kujula Kadphises geprägten Münzen im Namen des indo-griechischen Herrschers Hermaios bezeugt ist. Wenn diese Interpretation zutrifft, so war Theodamas wahrscheinlich ein lokaler, indo-griechischer Herrscher im Norden von Pakistan, der vielleicht ein lokaler Statthalter unter den Indo-Skythen oder Indo-Parthern war. Andere lehnen diese Interpretation jedoch ab und sehen in Theodamas keinen Herrscher.